# Bissau-Guinea az 1996. évi nyári olimpiai játékokon
Bissau-Guinea az egyesült államokbeli Atlantában megrendezett 1996. évi nyári olimpiai játékok egyik részt vevő nemzete volt. Az országot az olimpián 2 sportágban 3 sportoló képviselte, akik érmet nem szereztek. Bissau-Guinea első alkalommal vett részt az olimpiai játékokon.

## Atlétika
Férfi
| Versenyző        | Versenyszám | Előfutam | Előfutam | Előfutam | Negyeddöntő | Negyeddöntő | Negyeddöntő | Elődöntő | Elődöntő | Elődöntő | Döntő   | Döntő    |
| Versenyző        | Versenyszám | Idő      | Hely.    | Össz.    | Idő         | Hely.       | Össz.       | Idő      | Hely.    | Össz.    | Idő     | Helyezés |
| ---------------- | ----------- | -------- | -------- | -------- | ----------- | ----------- | ----------- | -------- | -------- | -------- | ------- | -------- |
| Amarildo Almeida | 100 m       | 10,85    | 8.       | 85.      | kiesett     | kiesett     | kiesett     | kiesett  | kiesett  | kiesett  | kiesett | kiesett  |
| Fernando Arlete  | 800 m       | 2:00,07  | 7.       | 56.      |             |             |             | kiesett  | kiesett  | kiesett  | kiesett | kiesett  |

## Birkózás

### Férfi
Szabadfogású
| Versenyző     | Versenyszám | Selejtező                  | Nyolcaddöntő      | Negyeddöntő       | Elődöntő          | Vigaszág első kör                   | Vigaszág Nyolcaddöntő | Vigaszág Negyeddöntő | Vigaszág elődöntő | Bronz- mérkőzés   | Döntő             | Helyezés |
| Versenyző     | Versenyszám | Ellenfél Eredmény          | Ellenfél Eredmény | Ellenfél Eredmény | Ellenfél Eredmény | Ellenfél Eredmény                   | Ellenfél Eredmény     | Ellenfél Eredmény    | Ellenfél Eredmény | Ellenfél Eredmény | Ellenfél Eredmény | Helyezés |
| ------------- | ----------- | -------------------------- | ----------------- | ----------------- | ----------------- | ----------------------------------- | --------------------- | -------------------- | ----------------- | ----------------- | ----------------- | -------- |
| Talata Embalo | 57 kg       | Kendall Cross (USA) · 0–10 |                   |                   |                   | Harun Doğan (TUR) · 0–3 (kétvállas) | kiesett               | kiesett              | kiesett           | kiesett           |                   | 21.      |